# Шехманский район
Шехманский район — административно-территориальная единица в составе Центрально-Чернозёмной, Воронежской и Тамбовской областей, существовавшая в 1928—1959 годах. Центр — село Шехмань.
Шехманский район был образован в 1928 году в составе Козловского округа Центрально-Чернозёмной области. 30 июля 1930 года в связи с ликвидацией окружной системы в СССР Шехманский район перешёл в прямое подчинение Центрально-Чернозёмной области.
В 1933 году к Шехманскому району была присоединена часть территории упразднённого Хворостянского района.
13 июля 1934 года Шехманский район был включён в состав Воронежской области. 18 января 1935 года часть территории Шехманского района была передана в новый Волчковский район.
4 февраля 1939 года Шехманский район был передан из Воронежской области в Тамбовскую.
По данным 1945 года Глазковский район делился на 12 сельсоветов: Больше-Избердеевский, Красиловский, Мордовский, Озерский, Первомайский, Свининский, Тынковский, Фоновский, Хреновский, Шехманский, Шумиловский и Яблоновецкий.
11 марта 1959 года Шехманский район был упразднён, а его территория передана в Избердеевский район.